# FC Kilia Kiel
Der Fußball-Club Kilia Kiel von 1902 e. V. ist ein Fußballverein aus Kiel, dessen erste Herrenmannschaft in der Saison 2023/24 der viertklassigen Regionalliga Nord angehört. Kilia gehörte für mehrere Jahrzehnte zu den stärksten Mannschaften der preußischen Provinz Schleswig-Holstein und war insbesondere in den 1920er-Jahren erfolgreich. Zu dieser Zeit errangen die Kieler mehrere Staffelmeisterschaften und erreichten bei ihren Teilnahmen an der Norddeutschen Fußball-Meisterschaft sowohl 1925 als auch 1927 die jeweilige Endrunde. Mit Einführung der Gauligen fiel der Verein zunächst in die Zweitklassigkeit zurück, konnte aber zwischen 1941 und 1947 wieder auf die höchste Spielklassenebene zurückkehren und erzielte unmittelbar nach dem Kriegsende mit dem ersten Platz der Bezirksmeisterschaft Ost B 1945/46 seine beste Platzierung.
Auch in der weiteren Nachkriegszeit gehörte die Kilia-Elf phasenweise zur fußballerischen Landesspitze Schleswig-Holsteins und belegt nach wie vor den vierten Platz in der ewigen Tabelle der höchsten Spielklasse des Bundeslandes. Nachdem der FC bereits 1964 an der Aufstiegsrunde zur zweitklassigen Regionalliga teilgenommen hatte, war er drei Jahrzehnte später mehrfach im oberen Tabellendrittel der inzwischen viertklassigen Verbandsliga vertreten und verpasste die Teilnahme an der Aufstiegsrunde zur Oberliga Nord meist nur knapp. Mit dem Aufstieg in die Oberliga Hamburg/Schleswig-Holstein im Jahr 2001/02 waren die Kieler schließlich für ein Jahr in einer überregionalen Spielklasse aktiv, ehe sie sich freiwillig aus der Liga zurückzogen und viele Jahre in verschiedenen Spielklassen auf Verbandsebene an den Start gingen, teilweise sogar auf Kreisebene. Zuletzt gelangen dem FC Kilia allerdings mehrere Aufstiege in Folge, so dass der Verein in der Saison 2023/24 erstmalig in der viertklassigen Regionalliga Nord an den Start ging, am Saisonende jedoch wieder abstieg.
Weitere Erfolge waren die Siege im SHFV-Pokal der Jahre 1990 und 1993, die zur zweimaligen Teilnahme am DFB-Pokal berechtigten. Darüber hinaus gehört auch die erste Frauenmannschaft des FCK seit 2019 erstmals der viertklassigen Oberliga Schleswig-Holstein an.

## Ligamannschaft

### 1902–1918: Gründungsjahre und Verbandsstreitigkeiten
Der Verein entstand im Jahr 1902 infolge vereinsinterner Differenzen im 1. Kieler Fußballverein von 1900, einem Vorgänger der KSV Holstein. 14 junge Sportler gründeten am 23. Juli aus Protest „gegen die von älteren Mitgliedern ausgeübte und in ihren Augen missbrauchte Macht“ den Fußballverein Kilia Kiel. Bereits zur Zeit der ersten Kieler Stadtmeisterschaft 1903/04 stellte der neue Verein insgesamt drei Herrenmannschaften auf, die in der höchsten, zweithöchsten und dritthöchsten Spielklasse des Verbandes Kieler Ballspielvereine vertreten waren. Die erste Mannschaft traf am 29. Mai 1904 im Endspiel der Stadtmeisterschaft auf den FC Holstein 1902 Kiel, den zweiten Vorgängerverein von Holstein Kiel. Die Begegnung auf dem Gutenbergplatz – der Heimspielstätte beider Vereine – wurde beim Stande von 0:0 abgebrochen, da sich ein Kilia-Spieler einem gegen ihn ausgesprochenen Platzverweis verweigerte und auf dem Feld verblieb. Die Begegnung wurde später zu Gunsten Holsteins gewertet. Kilias Gründungsjahre standen nicht zuletzt im Zeichen weiterer Streitigkeiten auf Verbandesebene, die 1904 zur Gründung des Kieler Fußball-Bundes führten. Diesem gehörte auch Kilia für einige Monate an, ehe im Januar 1905 eine Rückkehr in den VKB erfolgte. Trotz der anfänglichen Differenzen trat der KFV-Funktionär Georg P. Blaschke 1912 im Rahmen seiner Bemühungen, die fußballerischen Kräfte innerhalb der Stadt Kiel in einem Großverein zu bündeln, auch an den Vorstand des FC Kilia heran, der jedoch nicht an einer Fusion interessiert war.
Obwohl der Verein in den ersten Jahren seines Bestehens stets über eine der mitgliederstärksten und sportlich am besten aufgestellten Fußballabteilungen Kiels verfügte, sollten Erfolge in Form von Titelgewinnen oder der Teilnahme an weiterführenden Meisterschaften zunächst ausbleiben. Als zu dominant erwiesen sich die Holsteiner Konkurrenten, auch wenn die FVgg Kilia weiterhin erstklassig blieb und ab 1907 auch im gemeinsamen Spielbetrieb mit den Vereinen aus Lübeck vertreten war. 1913/14 richtete der Norddeutsche Fußballverband erstmals eine verbandsweite Spielklasse ein, an der auch Stadtrivale Holstein teilnahm. Dies ermöglichte den Kilianern schließlich ihre erste Staffelmeisterschaft in der nun zweitklassigen 1. Klasse, die ihnen gleichzeitig die Gelegenheit eröffnete, sich über die Aufstiegsrunde ebenfalls für die verbandsweite Norddeutsche Liga zu qualifizieren. In den Duellen gegen den HSV-Vorgänger Hamburger FC 88, die Lübecker TS, Rostock 95 und Britannia Harburg waren sie jedoch nicht erfolgreich – angesichts des beginnenden Ersten Weltkriegs kam es aber ohnehin nicht mehr zur zweiten Auflage der höchsten NFV-Spielklasse. Ein geregelter Spielbetrieb konnte während der anschließenden Weltkriegsjahre nicht aufrechterhalten werden, wenngleich unter eingeschränkten Bedingungen weiterhin Spiele auf Stadtebene ausgetragen wurden.

### 1919–1945: Teilnahmen an der Norddeutschen Meisterschaft und Gauliga-Spielzeiten
Für Kilia sollte nach dem Kriegsende die erfolgreichste Zeit der Vereinsgeschichte beginnen, wobei 1919 mit der Einweihung der neuen Haupttribüne auch infrastrukturell ein großer Fortschritt erzielt wurde. Sportlich etablierte man sich ab 1920 als – sofern man die seit jeher nach Hamburg ausgerichteten Vereine aus der damals noch eigenständigen Stadt Altona unberücksichtigt lässt – zweite Kraft in der preußischen Provinz Schleswig-Holstein. Für acht Jahre musste man dabei nur dem Stadtrivalen der KSV Holstein den Vortritt lassen und durfte seine sportliche Konkurrenzfähigkeit nach einer Modusänderung im Jahr 1924 auch überregional unter Beweis stellen. 1924/25 qualifizierte sich die Elf um Leistungsträger Tius Timmke erstmals für die Norddeutsche Meisterschaft und erreichte nach einem 1:0-Erfolg beim Bremer SV auf Anhieb die Endrunde. Hier belegte die FVgg zwar den letzten Platz, konnte aber mit einem 1:1 vor 6.000 Zuschauern beim amtierenden Deutschen Vizemeister vom Hamburger SV einen Achtungserfolg verbuchen. Ein Jahr später trafen die Kieler bereits in der Vorrunde auf den HSV und verpassten mit einem 1:5 den Sprung in die Endrunde, ehe bei der dritten und letzten Teilnahme an der Norddeutschen Meisterschaft der größte Erfolg erzielt werden konnte: Nach einem 4:2-Sieg über Altona 93 zogen die „Rothemden“ zum zweiten Mal in die Finalrunde ein und ließen auch dort mit Hannover 96 eine weitere Mannschaft hinter sich. Zwar gewannen sie keines der anderen drei Endrundenspiele – hinter Holstein Kiel, dem Hamburger SV und dem Lübecker BV-Phönix waren die Kieler aber in diesem Jahr zur viertbesten Mannschaft ganz Norddeutschlands geworden. Zur gleichen Zeit erhielt mit Eduard Zaworski ein Kilia-Spieler eine Einladung von Reichstrainer Otto Nerz zu einem Vorbereitungslehrgang für die Olympischen Sommerspiele 1928 in Amsterdam, schaffte jedoch schlussendlich nicht den Sprung in den DFB-Kader.
Trotz des Beitritts des Kieler FV 1923 im folgenden Jahr konnte Kilia sich jedoch nicht auf diesem Niveau halten: Bereits 1928 landete der Verein nur noch auf dem vierten Platz in Schleswig-Holstein hinter Union-Teutonia Kiel und der Sportvereinigung Hohenzollern-Hertha Kiel, ehe er sich dauerhaft aus der Ligaspitze verabschieden musste. Spätestens mit Einführung der Gauliga Nordmark, für die die Kieler sich nicht qualifizierten, sank die sportliche Bedeutung der Blau-Weiß-Roten erheblich. Nach einer gescheiterten Aufstiegsrunden-Teilnahme im Jahr 1938 kehrten sie erst 1941 unter Trainer Karl Kabel wieder in die Erstklassigkeit zurück und hielten sich in ihren jeweiligen Gauliga-Staffeln bis zum Kriegsende.
In der ersten Saison belegte Kilia den achten Rang von zehn Mannschaften und wäre damit nicht abgestiegen, die Liga wurde aber 1942 ohnehin dreigeteilt, so dass Kilia in der höchsten Spielklasse, nun in der Gauliga Schleswig-Holstein verbleiben konnte. In der Saison 1943/44 wurde in dieser Liga der zweite Platz erreicht, wobei Kilia sich nur einen Punkt hinter der KSV Holstein platzieren konnte und dieser mit einem 5:3-Heimspielerfolg erstmals seit mehreren Jahrzehnten wieder eine Derby-Niederlage beibrachte (das Auswärtsspiel bei der KSV endete für Kilia hingegen mit einer 1:7-Niederlage). Nach abweichenden Angaben ging seit der Saison 1943/44 oder der Saison 1944/45 Kilia eine Kriegsspielgemeinschaft zusammen mit Union-Teutonia Kiel ein, die sowohl als „KSG Kilia Kiel / Union Teutonia Kiel“ als auch als „KSG Kiel“ bezeichnet wurde. Diese KSG wurde wegen Sportplatzmangels von Union-Teutonia eingegangen.

### 1945–1963: Kilia als Gründungsmitglied der Landesliga
Nach dem Ende des Zweiten Weltkriegs spielte Kilia 1945/46 zunächst in der Punkterunde um die Bezirksmeisterschaft Ost B, der damals höchsten Spielklasse. Als Meister dieser Klasse war Kilia eigentlich für die Teilnahme an der Norddeutschen Meisterschaft qualifiziert, wurde aber als unbeteiligter Verein von erlassenen Maßnahmen der britischen Militärregierung in der Auseinandersetzung um die Nominierung zwischen dem Eckernförder SV (Meister), Holstein Kiel (Vizemeister) und dem Kieler Verband für Leibesübungen im Bezirk Ost A mitbetroffen und erhielt keine Startgenehmigung; als Gegner war bereits die SpVgg Blankenese zugelost worden. Nichtsdestotrotz stellt diese Saison eine Besonderheit in der Kieler Fußballgeschichte dar: Zum ersten und bis heute einzigen Mal belegte mit dem FC Kilia ein anderer Verein als die KSV Holstein die beste Platzierung aller Kieler Mannschaften.

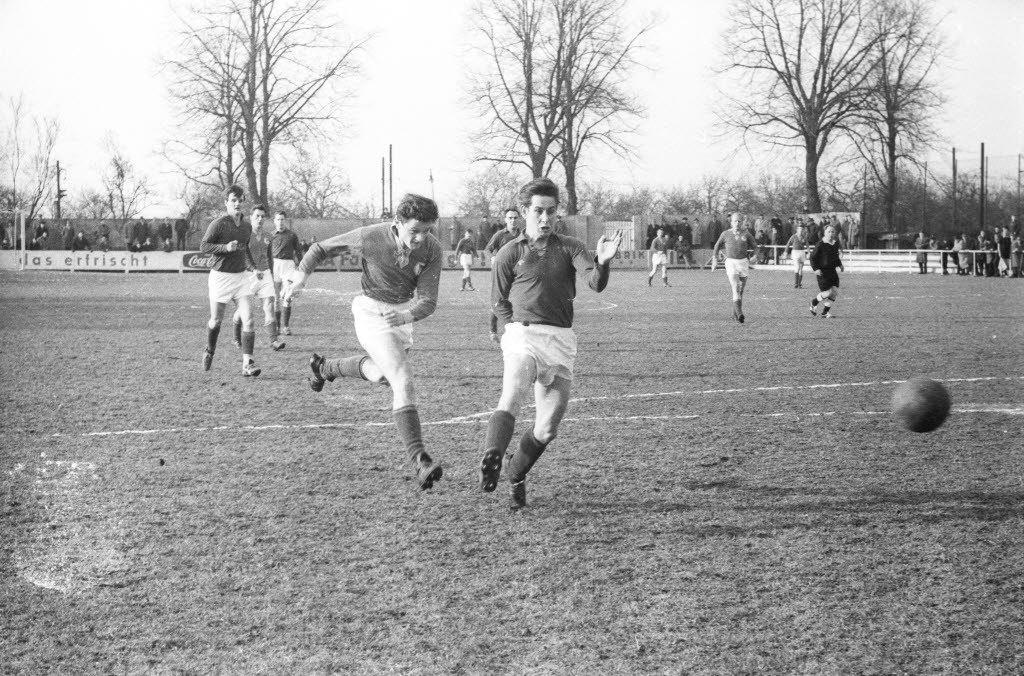
Fußballspiel zwischen Flensburg 08 und dem FC Kilia Kiel im Jahr 1963 in der 1. Amateurliga, 2:2

In der Folgesaison ging es sowohl um die Qualifikation zur Landesliga Schleswig-Holstein als auch um die Ermittlung der Teilnehmer Schleswig-Holsteins an der neuen Oberliga Nord, die fortan die höchste Spielklasse der künftigen Länder Niedersachsen, Bremen, Hamburg und Schleswig-Holstein bilden sollte. Mit einem 3:0-Erfolg über Rot-Weiß Niebüll und einem 2:1-Sieg gegen Gut-Heil Neumünster waren die Blau-Weiß-Roten für die Endrunden-Gruppe qualifiziert, in der im Modus „Jeder-gegen-Jeden“ die beiden Oberliga-Plätze ausgespielt wurden. Kilia belegte am Ende der Runde den vierten Platz hinter dem VfB Lübeck, Holstein Kiel und dem Itzehoer SV und unterlag dabei auch in den beiden Stadtderbys. Eine kurzzeitig angedachte Aufstockung der Oberliga auf vierzehn Mannschaften, die Kilia eine weitere Chance auf das Erreichen der neuen ersten Liga ermöglicht hätte, wurde verworfen. Somit musste Kilia mit einem Platz in der Ost-Staffel der Landesliga Vorlieb nehmen, für welche man sich durch das gute Abschneiden in den Vorrunden bereits frühzeitig qualifiziert hatte.
Dass die von Obmann Gustav Scharlemann zusammengestellte Kilia-Elf in diesen Jahren zu den stärksten Mannschaften Schleswig-Holsteins gehörte, zeigt auch ein Blick auf die Kieler Stadtauswahl aus dem Jahr 1947: Der Kader für ein Aufeinandertreffen mit der entsprechenden Auswahl der Hansestadt Lübeck bestand ausschließlich aus Spielern von Holstein Kiel und dem FCK, wobei die KSV zehn und Kilia mit Baars, Franke, Schacht, Cohr, Loose sowie dem nachnominierten Spitzner sechs Spieler stellte. Im Ligaspielbetrieb stand für die Kilianer 1947/48 eine weitere Qualifikationssaison an, da die dreigleisige Landesliga zu einer Staffel zusammengeführt werden sollte. Der Verein galt dabei nicht nur als sicherer Anwärter für das Erreichen der hierfür notwendigen Top Vier, sondern wurde neben dem Lübecker BV-Phönix als einer der beiden Top-Favoriten auf die Staffelmeisterschaft gehandelt. Trotz anfänglicher Schwächen setzten sich die Kieler in diesem prognostizierten Kopf-an-Kopf-Rennen mit den Lübeckern durch und erhielten dadurch eine erneute Chance auf den Aufstieg in die Oberliga Nord. Im entscheidenden letzten Spiel gegen den Itzehoer SV kamen die Fußballer vom Hasseldieksdammer Weg jedoch nicht über ein 1:1 im eigenen Stadion hinaus und verpassten somit die Aufstiegsrunde zur ersten Liga.
Eine weitere Möglichkeit zum Erreichen der Oberliga gab es in den darauffolgenden Jahren nicht mehr: Zwar war man zunächst weiterhin in der oberen Tabellenhälfte zu finden, hatte sich jedoch trotz weiteren Platzierungen in der oberen Tabellenhälfte jeweils frühzeitig aus dem Meisterschaftsrennen verabschiedet. Der FC Kilia Kiel blieb zwar ein fester Bestandteil der höchsten Amateurspielklasse, entwickelte sich aber zunehmend zu einer Mittelfeldmannschaft ohne höhere Ambitionen, die gelegentlich auch um den Klassenerhalt zittern musste: 1956/57 war man eigentlich schon abgestiegen, aufgrund des Aufstiegs des VfB Lübeck und des LBV-Phönix wurde aber ein zusätzlicher Platz in der Amateurliga frei, der unter den drei Regelabsteigern sowie den gescheiterten Teilnehmern der vorangegangenen Aufstiegsrunde ausgespielt wurde. Kilia setzte sich hier in seiner Vorrundengruppe durch und hielt mit einem 5:2-Erfolg gegen den VfL Oldesloe vor 1.800 Zuschauern in Malente doch noch die Klasse. Da die Blau-Weiß-Roten in den kommenden Jahren weitgehend im Mittelfeld der Liga platziert waren, wurden sie gemeinsam mit Flensburg 08 zu einem von zwei Mitgliedern der Landesliga, die der Spielklasse seit Gründung ununterbrochen angehörten.

### 1963–1984: Von der Regionalliga-Aufstiegsrunde bis zur Unterklassigkeit
Mit Einführung der Fußball-Bundesliga wurde die Amateurliga Schleswig-Holstein drittklassig. Da die stärksten Vereine aus Schleswig-Holstein sich nicht für die Bundesliga qualifizieren konnten und weiterhin in der höchsten NFV-Spielklasse – die nun als Regionalliga Nord auf der zweithöchsten Ligaebene angesiedelt war – antraten, änderte sich für die Amateurligisten zunächst jedoch wenig. Nach mehreren Jahren im Mittelfeld setzten sich die Kilianer jedoch in der ersten Saison nach der Ligareform das Ziel, die Aufstiegsrunde zur neuen zweiten Liga zu erreichen und investierten hierfür verhältnismäßig viel. Unter Trainer Jöhnk wurde am Hasseldieksdammer Weg eine Mannschaft zusammengestellt, die schnell an die Spitze der Amateurliga vorstieß. Nach einem guten Start erreichten die Kieler frühzeitig die Herbstmeisterschaft, lieferten sich aber nach mehreren Punktverlusten ein enges Meisterschaftsrennen mit dem VfL Oldesloe. Im April 1964 kam es vor 2.300 Zuschauern in Kiel zum direkten Aufeinandertreffen, in welchem die Gastgeber kurz nach Wiederanpfiff durch ein Oldesloer Eigentor mit 1:0 in Führung gingen. Obwohl den FC Kilia in dieser Saison normalerweise eine besondere Konditionsstärke auszeichnete, drehten die Gäste das Spiel in den letzten zwanzig Minuten und setzten sich an die Ligaspitze.
Auch als Vizemeister erreichten die Fördestädter jedoch die angestrebte Aufstiegsrunde zur Regionalliga. Obwohl die Kieler insgesamt drei von sechs Spielen gewinnen konnten und mit allen drei Konkurrenten auf Augenhöhe agierten, reichte es am Ende aber nur zum dritten Platz, der ein Verbleiben in der Landesliga zur Folge hatte. Nach dem zügigen Zerfall der Erfolgsmannschaft mischten die Kilianer bereits als amtierender Vizemeister im Abstiegskampf mit und mussten nach einem knappen Klassenerhalt im Jahr 1965 schon nach der Saison 1965/66 zum ersten Mal die höchste Landesspielklasse verlassen. Zu dieser Zeit drohte der völlige sportliche Absturz: 1968 zunächst noch für die neu eingeführte Landesliga qualifiziert, stiegen die Landeshauptstädter schon 1973 in die Fünftklassigkeit ab und behaupteten sich in der ersten Saison nach dem Abstieg auch dort nur äußerst knapp. Auch wenn sie fortan wieder zu den stärkeren Mannschaften der Bezirksliga Ost gehörten, verblieb der FC Kilia die gesamten 1970er-Jahre im unterklassigen Fußball und gehörte dementsprechend auch stadtintern nicht mehr zu den stärksten Vereinen.

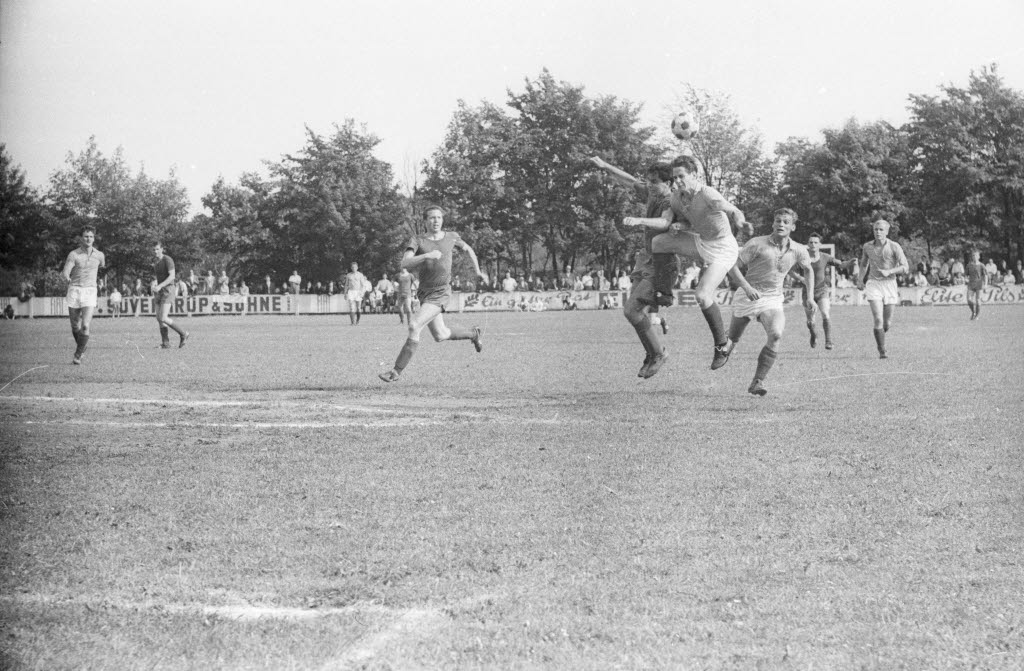
Gegen den VfL Pinneberg unterlag man 1964 mit 2:3

Erst in der Saison 1980/81 setzte unter Trainer Hans-Werner Canal die Wende ein. Der FC Kilia setzte sich nicht nur in der mittlerweile sechstklassigen Bezirksliga Ost mit großem Vorsprung durch, sondern gehörte auch in der Landesliga auf Anhieb wieder zur Spitzengruppe. Mit mehreren Talenten aus der eigenen Jugend sowie Neuzugängen vom Lokalrivelen VfB Kiel machte der Verein nach achtzehn Jahren Abwesenheit die Rückkehr in die höchste Landesspielklasse perfekt.

### 1984–2001: Rückkehr in die Verbandsliga und Aufstieg in die Oberliga
Auch in der Verbandsliga schien sich der Höhenflug der Fußballer vom Hasseldieksdammer Weg weiter fortzusetzen. In der Hinrunde ihrer ersten Saison nach dem Aufstieg setzten sie sich sportlich in der Spitzengruppe der Liga fest und zogen auch das größte Zuschauerinteresse aller Vereine in Schleswig-Holstein auf sich. Nachdem die Mannschaft lange Zeit in den Meisterschaftskampf mit dem Itzehoer SV und Eutin 08 involviert war, schwächelte sie zum Saisonende und lief schlussendlich auf Rang drei ein. Wie schon zwanzig Jahre zuvor gelang es Kilia nicht, die erfolgreiche Mannschaft zusammenzuhalten: 1985 musste man unter anderem den Abgang von Tobias Homp zum Hamburger SV und Thomas Warncke zur KSV Holstein hinnehmen. Zu Homps Ablösespiel Ende Juli 1985 gegen den HSV kamen 5100 Zuschauer, Kilia verlor gegen den Bundesligisten mit 0:11. Ein Jahr später verließ auch der Aufstiegstrainer Canal den Verein. Aufgrund der Abgänge gelang es den Kielern daher nicht, die gute Platzierung aus der ersten Verbandsliga-Spielzeit zu wiederholen. Anders als in den 1960er-Jahren etablierten sie sich jedoch wieder dauerhaft in der höchsten Spielklasse des Schleswig-Holsteinischen Fußballverbandes.
1990 holte der FCK mit dem Gewinn des SHFV-Pokals seinen ersten Titel seit Gründung des Landes Schleswig-Holstein und durfte dementsprechend am DFB-Pokal 1990/91 teilnehmen, wo man dem FC St. Pauli mit 1:4 unterlag. Auch in der Liga sollten die „Rothemden“ 1991/92 noch einmal realistische Chancen auf einen Drittliga-Aufstieg erhalten: Unter Trainer Hans-Gerd Schildt blieben sie lange Zeit ungeschlagen und gingen am 10. Spieltag mit 18:0 Punkten in das Spitzenspiel beim Liga-Favoriten VfB Lübeck. Vor 3.100 Zuschauern auf der Lübecker Lohmühle gingen die Kieler zwischenzeitlich mit 1:0 in Führung, mussten aber schlussendlich die erste Saisonniederlage hinnehmen (1:3). Im Anschluss an das Spitzenspiel setzte es weitere Niederlagen, in deren Folge man nicht nur die Meisterschaft, sondern auch die Teilnahme an der Aufstiegsrunde zur Oberliga hinter dem VfB Lübeck und dem VfB Kiel verpasste. Zur gleichen Zeit war auch die Begeisterung des Kieler Fußball-Publikums merklich zurückgegangen, so dass sich die Zuschauerzahlen seit 1985 nach und nach dem Verbandsliga-Durchschnitt anpassten.
Zwei Jahre später qualifizierte sich der Verein durch den erneuten Gewinn des SHFV-Pokals ein zweites Mal für den DFB-Pokal und unterlag dort dem SC Freiburg mit 0:8. Im Liga-Alltag rutschte Kilia trotz der kurzzeitigen Rückkehr von Erfolgstrainer Hans-Werner Canal in das Mittelmaß der Verbandsliga ab und verpasste 1994 die Qualifikation für die neu gegründete Oberliga Hamburg/Schleswig-Holstein. Auch in den kommenden Jahren verblieb man im Mittelfeld der nunmehr fünftklassigen Liga, ehe es der Mannschaft zu Beginn der 2000er-Jahre unter dem ehemaligen Holstein-Spieler Frank Drews gelang, wieder in die Spitzengruppe der nun fünftklassigen Liga vorzustoßen. 2001 wurde das Team Dritter der Verbandsliga und durfte an den Aufstiegsspielen gegen den Hamburger Vizemeister Altona 93 teilnehmen, die man im Rückspiel nach Elfmeterschießen für sich entschied. Da zeitgleich Holstein Kiel in die Regionalliga nachrückte, war Kilia durch diesen Erfolg für die Oberliga qualifiziert.

### 2001–2020: Kilia als Fahrstuhlmannschaft zwischen Oberliga und Kreisebene
Erstmals seit 1919 waren die Landeshauptstädter somit wieder in einer überregionalen Liga aktiv und reisten auch zu Spielen außerhalb der schleswig-holsteinischen Landesgrenzen. Obwohl sie durchaus einige Erfolge erzielten und den sportlichen Klassenerhalt recht souverän sichern konnten, war die Spielzeit vom geringen Zuschauerinteresse und finanziellen Problemen geprägt. Letztere veranlassten den Vorstand des Vereins dazu, die Herrenmannschaft bereits am Ende der Saison 2001/02 wieder zurückzuziehen. Ab 2002 waren die Kieler wieder regelmäßig im Mittelfeld der fünftklassigen Verbandsliga zu finden, wobei in der Fußball-Verbandsliga Schleswig-Holstein 2005/06 mit dem dritten Platz das beste Ergebnisse seit dem Oberliga-Abstieg erzielt wurde. 2008/09 wurde die Verbandsliga nach der Auflösung der Oberliga Nord in Schleswig-Holstein-Liga umbenannt.
Die erste Saison nach der Umbenennung beendete Kilia Kiel auf einem Abstiegsplatz und entwickelte sich fortan zur Fahrstuhlmannschaft: 2009/10 spielte der Verein zunächst in der sechstklassigen Verbandsliga Nord-Ost, belegte aber auch hier bereits in der zweiten Saison den vorletzten Platz und war mit dem Abstieg in die Kreisliga auf einem vorläufigen sportlichen Tiefpunkt angelangt. 2013/14 startete Kilia den umgekehrten Weg, indem der FC zunächst die Meisterschaft der Kreisliga Kiel und im darauffolgenden Jahr bereits frühzeitig den Titelgewinn in der Verbandsliga Nord-Ost feiern durfte. In der Schleswig-Holstein-Liga verbrachte man zwei Jahre und wurde anschließend erneut innerhalb von nur zwei Jahren in die Siebtklassigkeit durchgereicht, die nach einer Ligareform nunmehr Verbandsliga Ost hieß. Dort bewahrte man zunächst nur äußerst knapp die Ligazugehörigkeit und verhinderte somit den erstmaligen Abstieg in die achte Liga. Schon in der Folgespielzeit, der infolge der COVID-19-Pandemie abgebrochenen Saison 2019/20, waren die Kieler aber wieder auf dem Weg nach oben und belegten in der Abschlusswertung nach Quotientenregelung den ersten Platz.

### Seit 2020: Aufstieg in die Regionalliga Nord
Ab 2020 spielte Kilia in der sechstklassigen Landesliga. In der Landesliga-Saison 2021/22 blieb Kilia Kiel 21 Spiele lang ungeschlagen, nur das letzte Spiel gegen Comet Kiel ging verloren, und stieg in die fünftklassige Schleswig-Holstein-Liga auf. Die Saison 2022/23 schloss Kilia auf dem ersten Tabellenplatz ab und qualifizierte sich über die Aufstiegsrunde für die Regionalliga Nord. In der Saison 2023/24 folgte der direkte Wiederabstieg in die Oberliga. Dort sicherte sich der FC Kilia in der Saison 2024/25 ungeschlagen den Meistertitel, verzichtete jedoch auf den erneuten Aufstieg in die Regionalliga.

### Ligazugehörigkeit
Der FC Kilia Kiel ist einer der Vereine mit der längsten Zugehörigkeit zur höchsten Spielklasse des Schleswig-Holsteinischen Fußballverbandes und belegt mit mehr als 1.800 gesammelten Punkten (Umrechnung nach der Drei-Punkte-Regel) den vierten Platz in der ewigen Tabelle der Liga hinter dem Heider SV, Flensburg 08 sowie dem VfR Neumünster. Die Spielklasse war dabei nicht nur zahlreichen Namenswechseln unterworfen, sondern befand sich auch zu verschiedenen Zeitpunkten auf der zweiten (bis 1963), dritten (bis 1974), vierten (bis 1994) oder fünften (seit 1994) Ligaebene.
Übersicht über die Spielklassenebene, auf der der FC Kilia seit seiner Gründung agierte

### Erfolge
- 1927: Vierter Platz bei der norddeutschen Meisterschaft
- 1948, 1964: Vize-Landesmeister des Schleswig-Holsteinischen Fußballverbandes
- 1990, 1993: Sieg im Landespokal Schleswig-Holstein
- 2023: Aufstieg in die Regionalliga Nord

### Bekannte Spieler
- Willy Hamann, bekannt geworden durch die sogenannte "Hamann-Affäre". Ursprünglich aus Eckernförde stammend, kurzzeitig nach dem Krieg bei Kilia aktiv, anschließend bei der SpVgg Weiden und dann 1947/48, nachdem zuvor der Eckernförder SV Hamanns Bewerbung ablehnte, fünfmaliger Oberliga-Spieler bei Holstein Kiel. Die Punkte, die Holstein in den Spielen mit Hamann holte, wurden nach achtmonatigem Hin und Her nachträglich aberkannt, da Hamann nach endgültiger Stellungnahme des "Norddeutschen Fußballausschußes" sich nie bei Kilia abgemeldet hatte, bei Nacht und Nebel als sogenannter "Zonenspringer" kurzzeitig nach Weiden ging und nach erfolgter Rückkehr in den Norden immer noch für Kilia spielberechtigt war. Holstein habe das bei der Paßantragstellung verschwiegen und sich so die Spielberechtigung erschlichen. Nach Abzug der Punkte war Holstein (und nicht Hannover 96, dessen Funktionäre treibende Kraft bei der Verurteilung Holsteins waren) sportlich 1947/48 abgestiegen, nach bereits acht Spielen der Saison 1948/49 wurde Holstein deshalb aus der laufenden Oberligarunde ausgeschlossen, wurde aber durch eine Aufstockung von 13 auf 16 Teams in der Folgesaison wieder in die Oberliga eingestuft.[17]
- Tobias Homp, späterer Bundesligaspieler
- Hubert Rupprecht, später Oberliga-Spieler bei Holstein Kiel und VfL Osnabrück (1947–1963)
- Sidney Sam, deutscher Nationalspieler, spielte bis 2003 für Kilias Jugend.
- Harry Schmidt, Linksaußen und heute noch als Zuschauer aktiv
- Hans Söhnker, Schauspieler, spielte bis zu seinem Weggang aus Kiel (1924) und auch gelegentlich später noch bei Kilia.

## Weitere Mannschaften

### Frauen
Die erste Frauenmannschaft des FC Kilia Kiel geht seit 2019/20 in der viertklassigen Oberliga Schleswig-Holstein an den Start. Die Kilia-Frauen arbeiteten sich dabei in den fünf vorangegangenen Spielzeiten kontinuierlich nach oben: Nach der unangefochtenen Kreisklassen-Meisterschaft 2014/15 nutzten sie 2017 die Gelegenheit, im Zuge einer Ligareform in die Landesliga nachzurücken. Nach einem knappen Klassenerhalt gelang bereits 2019 die Vizemeisterschaft in der Landesliga Schleswig und der damit verbundene Aufstieg in die Oberliga, in welcher man nach der Quotientenwertung den neunten Platz belegte.

### Herren
Im Herrenbereich verfügt der FC Kilia seit seiner Gründungszeit in der Regel über mehrere zum Spielbetrieb gemeldete Mannschaften. Nachdem er bereits zur Zeiten der ersten Kieler Meisterschaft mit drei Herren-Mannschaften an den Start gegangen war, war die Zweitvertretung der Verein auch 1909 – als es in Kiel bereits sechs Spielklassen und zahlreiche neue Vereine gab – noch eine von drei Reservemannschaften (neben Holstein und dem 1. KFV), die auf der zweithöchsten Ligaebene vertreten waren. Nach dem Zweiten Weltkrieg blieb die jeweilige zweite Mannschaft der Blau-Weiß-Roten ohne größere Erfolge und kam zu keinem Zeitpunkt mehr über die Bezirksebene hinaus.

### Jugend
Die Jugendmannschaften des FC Kilia gehören seit den 2000er-Jahren überwiegend den Kreis- oder Bezirksspielklassen an. Historisch spielte die Jugendarbeit des Vereins jedoch sowohl innerhalb der Landeshauptstadt als auch phasenweise auf Landesebene eine gewichtige Rolle und brachte mehrfach spätere Profi-Fußballer hervor. In der Nachkriegszeit wurde der größte Erfolg im Jahr 1959 erzielt, als die Kilianer A-Junioren durch einen 2:0-Sieg gegen den VfB Lübeck zur besten Mannschaft Schleswig-Holsteins wurden und den Landesverband bei der Norddeutschen Endrunde vertreten durften. Durch einen 3:1-Sieg über den Bremer Vertreter TSV Wulsdorf erreichten sie auch dort das Endspiel, was im Verlauf der Jahrzehnte nur wenigen Mannschaften aus dem SHFV gelang. Im Finale gegen Eintracht Braunschweig waren die Kieler klarer Außenseiter und mussten sich nach einem 0:0-Pausenstand mit 1:4 geschlagen geben. Zur Mannschaft gehörten unter anderem der spätere langjährige FCK-Trainer Hans Werner Canal sowie Fritz Süverkrüp.

## Vereinsumfeld

### Stadion
Bis 1913 trug der Verein seine Heimspiele auf dem Gutenbergplatz aus. Der Gutenbergplatz war für mehrere Jahre bis zur Eröffnung des 1907 erbauten Städtischen Sport- und Spielplatzes an der Eckernförder Chaussee (heute Nordmarksportfeld) auch die Heimspielstätte der lokalen Konkurrenten Holstein Kiel und für kurze Zeit auch für dessen späteren Fusionspartner 1. KFV. 1913 zog Kilia schließlich an den Hasseldieksdammer Weg im heutigen Stadtteil Südfriedhof, wo der FC nach wie vor beheimatet ist. Der Sportplatz wurde mit einem Spiel gegen B 1903 Kopenhagen eingeweiht, das die Dänen mit 3:1 für sich entscheiden konnten. 1919 errichtete der Verein für 25.000 Goldmark eine Tribüne am Kilia-Platz, was für damalige Verhältnisse eine Besonderheit darstellte. Die Sitzplatz-Tribüne wurde am 9. Juni 1919 mit einem Spiel der Blau-Weiß-Roten gegen den Duisburger SpV eingeweiht, das die Gastgeber mit 3:0 gewannen. Die Kilia-Tribüne gehört somit zu den ältesten noch bestehenden Fußballplatz-Tribünen Deutschlands.
In der jüngsten Vergangenheit wurde die oben erwähnte historische Tribüne mit Eigenmitteln und Spenden vor dem weiteren Verfall bewahrt, unter anderem konnte das Dach neu eingedeckt werden. Im Mai 2013 wurden zunächst zwei weitere (mobile) Sitzplatz-Tribünen neben der historischen, sowie eine Sitzplatz-Tribüne auf der Gegengeraden errichtet, da die Football-Erstligisten der Kiel Baltic Hurricanes ihre Bundesligaspiele im Kilia-Stadion austragen. Die beiden mobilen Tribünen neben der historischen wurden jedoch nach Ende der Spielsaison der Hurricanes vorerst wieder entfernt.

### Anhänger
Obwohl Kilia nahezu durchgehend im Schatten der Holsteiner Stadtrivalen stand, erfreute sich der Verein mitunter großer Beliebtheit bei den Zuschauern. Zu den Spielen der Landesliga kamen Anfang der 1950er-Jahre nicht selten mehrere Tausend Zuschauer. Zwar wiesen die Zuschauerzahlen aller Amateurligisten insbesondere in den 1960er-Jahren erstmals eine stark fallende Tendenz auf, noch zu Zeiten der viertklassigen Verbandsliga waren Besucherzahlen im vierstelligen Bereich aber keine Seltenheit: Gegen Eutin 08 verfolgten im Oktober des Jahres 1984 rund 4.000 Zuschauer die Partie am Hasseldieksdammer Weg, in den Jahren 1984, 1986 und 1992 wiesen unter anderem die Heimspiele gegen den VfB Lübeck mehr als 1.000 Zuschauer auf.
Zu dieser Zeit konnten die Kilia-Herren im Hinblick auf das Zuschauerinteresse nicht nur die Stadtrivalen vom VfB Kiel sowie gelegentlich auch der klassenhöheren KSV Holstein hinter sich lassen, sondern lagen auch im Landesvergleich weit vorne. Spätestens mit Beginn der 1990er-Jahre verzeichnete man jedoch einen stetigen Rückgang der Zuschauerzahlen, so dass selbst in der einzigen Saison im überregionalen Fußball – der Oberliga-Spielzeit 2001/02 nur noch rund 200 zahlende Gäste die Heimspiele in Kiel verfolgten.

### Rivalitäten
Angesichts der Gründungsgeschichte bestand gerade im ersten Jahrzehnt des zwanzigsten Jahrhunderts eine erbitterte Rivalität mit den Vorgängern der KSV Holstein, gegen die es mitunter zu äußerst hitzigen Derby-Begegnungen kam. Es zeichnete sich jedoch zügig ab, dass Kilia auf die Dauer sportlich nicht mit den späteren „Störchen“ mithalten würde. In den direkten Aufeinandertreffen kam es nur sehr selten zu Punktgewinnen der Fußballer vom Hasseldieksdammer Weg, die auch im Hinblick auf die Abschlussplatzierung – abgesehen von der unmittelbaren Nachkriegssaison 1945/46 – stets hinter Holstein platziert waren. Nachdem es bereits infolge der Einführung der Gauligen nur noch zu vereinzelten Liga-Begegnungen zwischen Kilia und Holstein gekommen war, fanden in der Endrunde der Landesmeisterschaft Schleswig-Holstein 1946/47 die letzten Spiele der beiden Vereine auf der gleichen Ligaebene statt. Einzig Mitte der 1980er-Jahre schien es noch einmal für kurze Zeit denkbar, dass Kilia zur KSV aufschließen könnte. Trotz der unterschiedlichen Ligazugehörigkeit bestand zwischen Kilia und Holstein aber auch in den Nachkriegsjahrzehnten noch eine gewisse Rivalität, deren Bedeutung aber zunehmend geringer wurde. Mittlerweile platziert sich auch die zweite Mannschaft der KSV in der Regel höher als der FCK, wobei es in der Fußball-Schleswig-Holstein-Liga 2016/17 zum bisher letzten Aufeinandertreffen kam.
Weiterhin sorgten auch die Stadtduelle gegen andere Kieler Vereine für besonders hohe Zuschauerzahlen und mitunter äußerst umkämpfte Duelle, in denen es hauptsächlich um die Rolle als stadtinterne Nummer zwei ging. Da diese Position in der Landeshauptstadt im Verlauf der Jahrzehnte unter mehreren verschiedenen Vereinen umstritten war, bildete sich jedoch keine Rivalität mehr aus, die unter diesen Stadtderbys zeitlich überdauernd hervorstechen sollte. Hinter Holstein Kiel und – seit 2009 – der Zweitvertretung der KSV ist Kilia mit vierzehn Spielzeiten in den Top zwei der zweiterfolgreichste Kieler Fußballverein vor dem SV Friedrichsort (dreizehn Saisons) und dem VfB Kiel (zehn Spielzeiten). Seit dem sportlichen Abstieg des FC Kilia werden zwar auch weitere Aufeinandertreffen innerhalb der Landeshauptstadt als Stadtderby bezeichnet, die jedoch im Hinblick auf die sportliche Bedeutung und das Zuschauerinteresse nicht mehr von vergleichbarer Relevanz sind wie in den vorangegangenen Jahrzehnten.
Übersicht über die zweiterfolgreichste Mannschaft der Stadt Kiel seit 1945